# Битва при Тайпале
Битва при Тáйпале (фін. Taipaleen taistelu) ― серія вирішальних боїв між Фінляндією та СРСР у ході Радянсько-фінської (Зимової) війни 1939–1940 рр., що точилися з грудня 1939 по лютий 1940 року на Карельському перешийку на території селища Тайпале на річці Тайпалеенйокі. Ці бої були частиною совєтської кампанії з прориву фінської лінії Маннергейма, щоб відкрити собі шлях до півдня Фінляндії. Попри свою чисельну перевагу, прорватися через фінські лінії оборони не вдалося, адже фіни організували ефективну оборону.
Бої на цій самій території проходили й влітку 1944 року у ході Війни-продовження.

## Попередні події
30 листопада 1939 року війська Червоної армії перейшли фінський кордон та почали бомбардувати з повітря цивільні об'єкти. Карельський перешийок був поділений обома учасниками війни на два сектори: один розташовувався з боку Ладозького озера, а другий ― з боку Фінської затоки. У секторі Ладоги командував офіцер Червоної армії Володимир Грендаль, а з фінського боку ― генерал Ерік Гейнрікс. 3 грудня Грендаль отримав наказ здійснити прорив у своєму секторі, оскільки захисники в другому секторі мали чисельну перевагу і чинили жорсткіший спротив. Попередня мета дістатися Виборга стала другорядною. Штаб-квартира радянських військ розташувалася у Метсяпіртті і атака почалася 6 грудня, коли фіни відступили до лінії Маннергейма.

## Хід подій
У результаті діяльності оборонних військ на початку Зимової війни головна фінська оборонна позиція на Карельському перешийку до 6 грудня 1939 року утворилася на річці Тайпалеенйокі. Відповідальність за передову на цій території лягла на 10-ту дивізію фінської армії; до її складу входили 14 тисяч бійців, але у власне боях брали участь лише три полки: 28-й піхотний полк в Тайпале, 23-й піхотний полк, який прибув як підкріплення в розпалі боїв, та 30-й піхотний полк у нижній частині Кірвесмякі починаючи з 11 грудня. Ці піхотні полки загалом налічували 9 тисяч бійців. З радянського боку у боях при Тайпале брала участь Права група 7-ї армії, тобто три дивізії: 49-та, 142-га та 150-та. Сили 49-ї дивізії налічували 16 200 осіб, приблизно таку саму чисельність мали й дві інші.  
Битва почалася 6 грудня, коли сили 49-ї та 150-ї дивізії, що мали власну штатну артилерію та близько 100 танків, намагалися перейти річку Тайпалеенйокі у трьох місцях. Територія була рівнинною, тому у совєтів не було укриття, а також наступ почався вдень без достатньої артпідготовки та димової завіси. Великі втрати серед совєтів спричинив й точний вогонь фінської артилерії, проте завдяки великій кількості своїх військ совєтам вдалося утворити плацдарм на річці. При обстрілі фінських позицій особливо відзначився майор Д.І. Турбін. 
7 грудня фіни намагалися здійснити контрнаступ на підрозділи Червоної армії, що закріпилися на північному березі річки в Коуккуніємі, але втратили близько 70 бійців, з яких загинули 30. Втрати совєтів були в чотири рази більші. 
10 грудня 469-й полк 150-ї дивізії був піднятий в атаку на фінські позиції в Кірвесмякі, але зазнав значних втрат особового складу. У бою був важко поранений та помер від ран тимчасовий командувач 469-го полку капітан Дубень, а при відході був залишений на полі бою та замерз начальник штабу полку капітан Семенов; були поранені та вбиті всі три командувачі батальйонів і майже всі командири рот. Головним успіхом дня було захоплення ДОТу «Алказар» у місці впадіння струмка Мустаоя в річку Тайпалеенйокі; за це золоту зірку героя СРСР отримав капітан В.Г. Нетреба. Протягом наступних двох днів фіни намагалися відбити свої позиції. 
Незважаючи на перевагу совєтських військ у чисельності та озброєнні, фінам вдалося кілька разів відбивати їхні напади та у свою чергу завдавати їм втрат. Попри це вони не мали достатньої потужності, щоб зупинити просування Червоної армії, і невдовзі плацдарм розширився, забезпечуючи прохід для підкріплення (39-та танкова бригада). До 12 грудня плацдарм був достатньо великий для того, щоб підтримувати просування у секторі Тайпале.  
15 грудня радянські війська почали танкову атаку силами 39-ї танкової бригади підполковника Д.Д. Лелюшенка. Ще 13 грудня танки Т-26 переправилися через річку на плацдарм на північному березі в Коуккуніємі; танковій атаці із 59 машин передував тригодинний артилерійський обстріл, який припинився об 11:30. Під час атаки танки погано маневрували на гористому північному березі, а також фінам вдалося відрізати танки від піхоти, що наступала, в районі струмка Мустаоя. Для ураження танків, окрім протитанкових гармат, фіни використовували й коктейлі Молотова. У ході наступу совєтські війська втратили 28 танків, а під час танкової атаки 16 грудня фіни підбили ще 7.  
17 грудня в районі струмка Мустаоя радянські війська наштовхнулися на заміновані завали та загородження із колючого дроту, а також проти них вівся масований кулеметний та мінометний вогонь. До 20 грудня втрати СРСР були настільки високі, що 173-й полк мав бути відведений в тил. 23 грудня фіни здійснили контрнаступ, який, втім, був відбитий; з обидвох сторін загинуло близько 100 бійців. Того ж дня надійшов наказ про перехід до оборони у звʼязку з великими втратами особового складу у попередніх боях. 
25 грудня червоноармійці спробували здійснити атаку на фінські позиції в районі Келʼї через лід озера Суваннонʼярві, щоб вразити тил 10-ї фінської дивізії в районі Тайпале, проте наступ не вдався. 

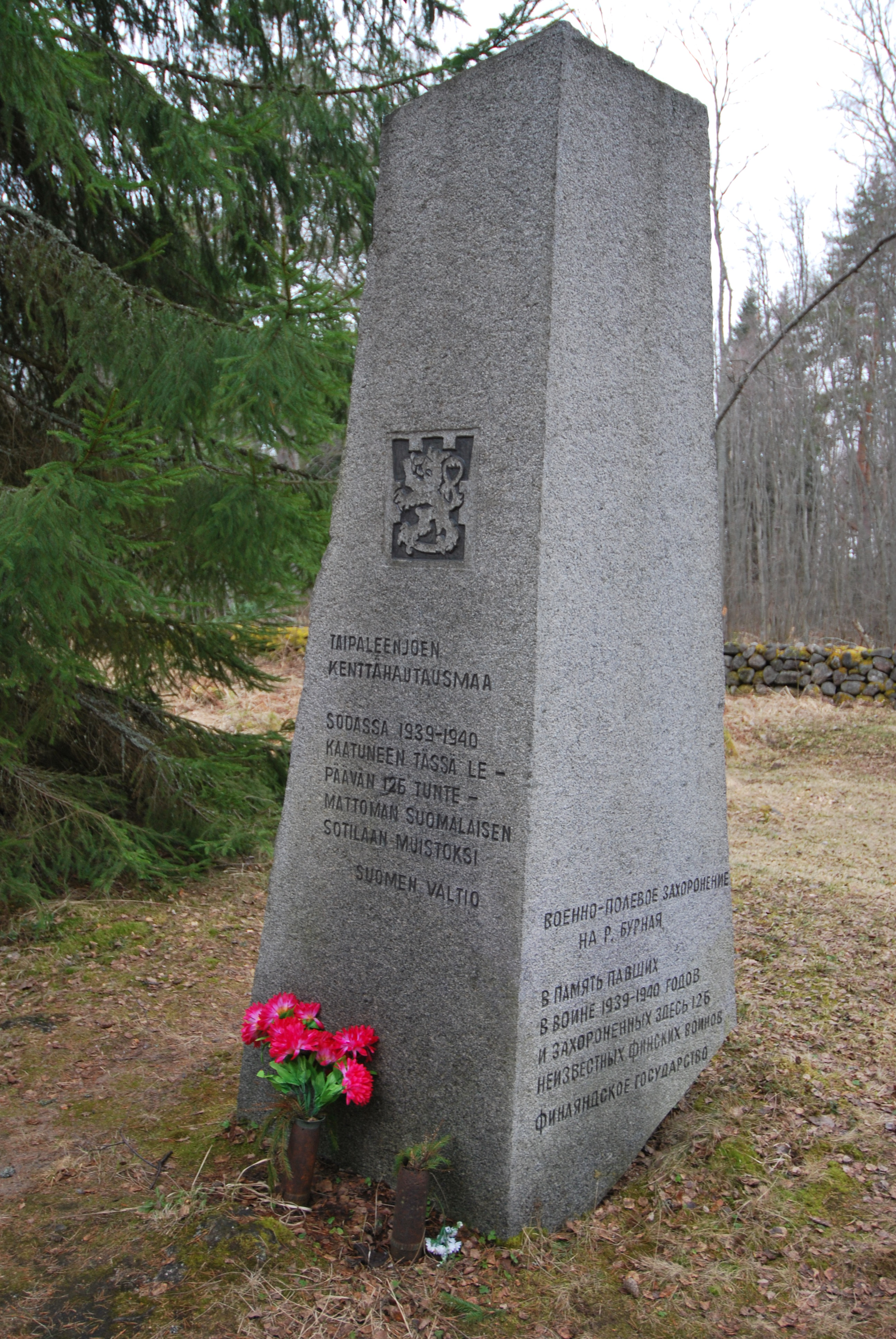
Монумент на братській могилі польового цвинтаря Тайпалеенйокі.

## Результати
Фінським військам вдалося тримати фронт на Тайпалеенйокі до самого кінця Зимової війни. Битва при Тайпале стала однією з перших вирішальних перемог, і бойовий дух фінських солдатів та їхня впевненість у своїх силах зросла на всіх фронтах війни завдяки цим перемогам. Фіни зазнавали й великих втрат: у найтяжчі дні по фінських позиціях випускалося 15 тисяч гранат на день.
У Тайпале знаходилася частина лінії Маннергейма, а також частина VKT-лінії. Лінія проходила по озеру Суваннонʼярві, що утворює стік річки Вуоксі, а звідти по річці Тайпалеенйокі до Ладозького озера. Суваннонʼярві та річка Тайпалеенйокі, що повертала по ходу свого русла, утворюють між собою мис Коуккуніємі, що простягається на південь. Мис був проблематичним з точки зору оборони території, адже був рівним та незахищеним. З іншого боку, якби оборона була організована на початку мису, довелося б віддати багато кілометрів території совєтським військам майже без боротьби.
Найвизначнішими місцями битв були села Теренттіля та Кірвесмякі, розташовані на північному узбережжі річки Тайпалеенйокі.

## В культурі
Події під час форсування річки військами Червоної армії у ході битви при Тайпале стали сюжетною основою вірша Олександра Твардовського «Переправа». Також по мотивах цих подій поет Євген Долматовський написав вірш «Тайпалеен-йокі».